# Isaac Nassi
Isaac Robert “Ike” Nassi (* 1949) ist ein US-amerikanischer Informatiker.
Zusammen mit Ben Shneiderman entwarf er 1972/73 eine strukturelle Darstellung von Programmen (Struktogramme), die heute nach ihren  Vätern  Nassi-Shneiderman-Diagramme genannt werden.
Nassi war u. a. Direktor der Entwicklungsabteilung bei Cisco Systems und arbeitete sieben Jahre bei Apple Computer, zuletzt von 1994 bis 1996 als Chef der Betriebssystemabteilung. Gegenwärtig ist er Leiter der Forschungsabteilung von SAP America. Er war Mitbegründer der Encore Computer Corporation.